# Nunulisa (Ort)
Nunulisa ist ein osttimoresischer Ort im Suco Lissadila (Verwaltungsamt Loes, Gemeinde Liquiçá).
Die Ortschaft liegt in der Aldeia Nunulisa, in einer Meereshöhe von 509 m. Sie besteht aus einer kleinen Ansammlung von Häusern, oberhalb des Emderilua, der zum Flusssystem des Lóis gehört.